# Distrikt Viñac

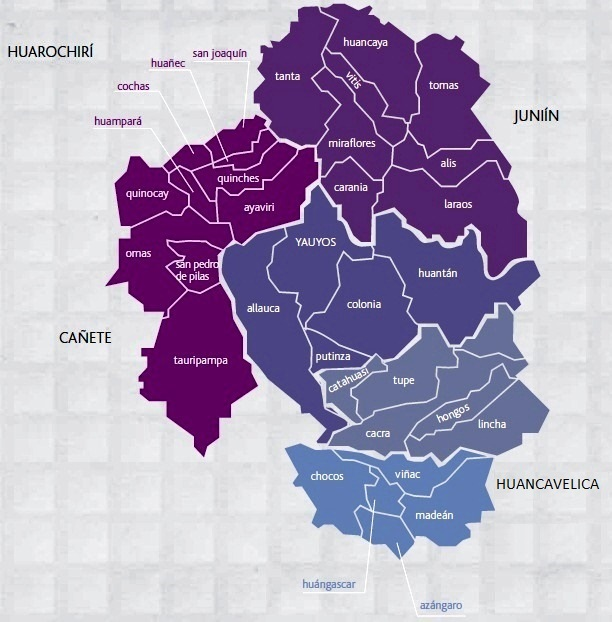
Karte der Provinz Yauyos

Der Distrikt Viñac liegt in der Provinz Yauyos in der Region Lima im zentralen Westen von Peru. Der Distrikt wurde im Jahr 1825 gegründet. Er besitzt eine Fläche von 157 km². Beim Zensus 2017 wurden 1763 Einwohner gezählt. Im Jahr 1993 lag die Einwohnerzahl bei 1674, im Jahr 2007 bei 1791. Sitz der Distriktverwaltung ist die 3315 m hoch gelegene Ortschaft Viñac mit 448 Einwohnern (Stand 2017). Viñac befindet sich knapp 55 km südsüdöstlich der Provinzhauptstadt Yauyos.

## Geographische Lage
Der Distrikt Viñac befindet sich in der peruanischen Westkordillere im Süden der Provinz Yauyos. Die Längsausdehnung in Ost-West-Richtung beträgt etwa 36 km, die maximale Breite liegt bei etwa 9,5 km. Das Areal wird im Süden von den Flüssen Quebrada Cuyo, Río Viñac und Río Huangascar begrenzt. Die Flüsse entwässern das Gebiet nach Westen zum Río Cañete. Im äußersten Westen reicht der Distrikt bis zur Mündung des Río Huangascar in den Río Cañete.
Der Distrikt Viñac grenzt im Norden an die Distrikte Cacra und Lincha, im äußersten Osten an den Distrikt Chupamarca (Provinz Castrovirreyna) sowie im Süden an die Distrikte Madean, Huangáscar und Chocos.

## Ortschaften
Im Distrikt gibt es neben dem Hauptort folgende größere Ortschaften:
- Apuri
- La Florida